# Rancho de Peña
Rancho de Peña är en ort i Mexiko.   Den ligger i kommunen Guadalupe y Calvo och delstaten Chihuahua, i den nordvästra delen av landet, 1 100 km nordväst om huvudstaden Mexico City. Rancho de Peña ligger 2 575 meter över havet och antalet invånare är 121.
Terrängen runt Rancho de Peña är lite kuperad. Runt Rancho de Peña är det mycket glesbefolkat, med 6 invånare per kvadratkilometer. Närmaste större samhälle är Las Yerbitas Aserradero, 15,1 km nordväst om Rancho de Peña. I omgivningarna runt Rancho de Peña växer huvudsakligen savannskog.